# قيزان النجار
قيزان النجار هي قرية فلسطينية في جنوب قطاع غزة، وهي جزءٌ من محافظة خان يونس. تقعُ هذه القرية على طول طريق صلاح الدين بين خان يونس ورفح. في تعداد عام 1997 الذي أجراهُ الجهاز المركزي للإحصاء الفلسطيني بلغ عددُ سكانِ هذه القرية 2,733 نسمة، وحسب تقديرات الجهاز المركزي للإحصاء الفلسطيني فإنَّ عدد سكانها ارتفع إلى 3,889 نسمة في عام 2006.